# Rally van Duitsland 2012
De Rally van Duitsland 2012, formeel 30. ADAC Rallye Deutschland, was de 30e editie van de Rally van Duitsland en de negende ronde van het wereldkampioenschap rally in 2012. Het was de 502e rally in het wereldkampioenschap rally die georganiseerd wordt door de Fédération Internationale de l'Automobile (FIA). De start en finish was in Trier.

## Programma
| Etappe | Datum                | Klassementsproeven | Competitieve afstand |
| ------ | -------------------- | ------------------ | -------------------- |
| 1      | Vrijdag 24 augustus  | 6                  | 137,84 kilometer     |
| 2      | Zaterdag 25 augustus | 6                  | 164,90 kilometer     |
| 3      | Zondag 26 augustus   | 3                  | 65,89 kilometer      |
|        |                      |                    |                      |
| Totaal | Totaal               | 15                 | 368,63 kilometer     |

## Resultaten
| Algemene top tien | Algemene top tien | Algemene top tien        | Algemene top tien             | Algemene top tien | Algemene top tien | Algemene top tien | Algemene top tien |
| Pos.              | #                 | Rijder                   | Auto                          | Gr/kl             | Tijd              | Eerste            | Punten            |
| Pos.              | #                 | Navigator                | Inschrijving                  | C                 | Straftijd         | Vorige            | Punten            |
| ----------------- | ----------------- | ------------------------ | ----------------------------- | ----------------- | ----------------- | ----------------- | ----------------- |
| 1.                | 1                 | Sébastien Loeb           | Citroën DS3 WRC               | WRC               | 3:41:52,0         | 0:00              | 25 + 3            |
| 1.                | 1                 | Daniel Elena             | Citroën Total WRT             | C                 |                   | =                 | 25 + 3            |
| 2.                | 3                 | Jari-Matti Latvala       | Ford Fiesta RS WRC            | WRC               | 3:43:52,0         | + 2:00            | 18                |
| 2.                | 3                 | Miikka Anttila           | Ford World Rally Team         | C                 |                   | + 2:00            | 18                |
| 3.                | 2                 | Mikko Hirvonen           | Citroën DS3 WRC               | WRC               | 3:44:23,3         | + 2:31,3          | 15 + 2            |
| 3.                | 2                 | Jarmo Lehtinen           | Citroën Total WRT             | C                 |                   | + 31,3            | 15 + 2            |
| 4.                | 10                | Mads Østberg             | Ford Fiesta RS WRC            | WRC               | 3:45:16,3         | + 3:24,3          | 12                |
| 4.                | 10                | Jonas Andersson          | Adapta World Rally Team       | C                 |                   | + 53,0            | 12                |
| 5.                | 12                | Chris Atkinson           | Mini John Cooper Works WRC    | WRC               | 3:51:02,4         | + 9:10,4          | 10                |
| 5.                | 12                | Stéphane Prévot          | WRC Team Mini Portugal        | C                 |                   | + 5:46,1          | 10                |
| 6.                | 22                | Sébastien Ogier          | Škoda Fabia S2000             | 2                 | 3:51:42,5         | + 9:50,5          | 8                 |
| 6.                | 22                | Julien Ingrassia         | Volkswagen Motorsport         | 2                 |                   | + 40,1            | 8                 |
| 7.                | 23                | Andreas Mikkelsen        | Škoda Fabia S2000             | 2                 | 3:54:14,5         | + 12:22,5         | 6 + 1             |
| 7.                | 23                | Ola Fløene               | Volkswagen Motorsport         | 2                 |                   | + 2:32,0          | 6 + 1             |
| 8.                | 7                 | Nasser Al-Attiyah        | Citroën DS3 WRC               | WRC               | 3:54:42,1         | + 12:50,1         | 4                 |
| 8.                | 7                 | Giovanni Bernacchini     | Qatar World Rally Team        | C                 |                   | + 27,6            | 4                 |
| 9.                | 37                | Daniel Sordo             | Mini John Cooper Works WRC    | WRC               | 3:56:08,9         | + 14:16,9         | 2                 |
| 9.                | 37                | Carlos del Barrio        | Prodrive WRC Team             | WRC               |                   | + 1:26,8          | 2                 |
| 10.               | 52                | Mathieu Arzeno           | Peugeot 207 S2000             | 2                 | 3:57:12,1         | + 15:20,1         | 1                 |
| 10.               | 52                | Renaud Jamoul            | Mathieu Arzeno                | 2                 |                   | + 1:03,2          | 1                 |
| DNF top tien      |                   |                          |                               |                   |                   |                   |                   |
| Pos.              | #                 | Rijder                   | Auto                          | Gr/kl             | KP                | Reden             | Reden             |
| Pos.              | #                 | Navigator                | Inschrijving                  | C                 | KP                | Reden             | Reden             |
| DNF               | 5                 | Ott Tänak                | Ford Fiesta RS WRC            | WRC               | 15                | Mechanisch        | Mechanisch        |
| DNF               | 5                 | Kuldar Sikk              | M-Sport Ford World Rally Team | C                 | 15                | Mechanisch        | Mechanisch        |
| DNF               | 6                 | Jevgeni Novikov          | Ford Fiesta RS WRC            | WRC               | 14                | Schade na ongeluk | Schade na ongeluk |
| DNF               | 6                 | Nicolas Klinger          | M-Sport Ford World Rally Team | C                 | 14                | Schade na ongeluk | Schade na ongeluk |
| DNF               | 14                | Paolo Nobre              | Mini John Cooper Works WRC    | WRC               | 10                | Mechanisch        | Mechanisch        |
| DNF               | 14                | Edu Paula                | WRC Team Mini Portugal        | C                 | 10                | Mechanisch        | Mechanisch        |
| DNF               | 15                | Peter van Merksteijn jr. | Citroën DS3 WRC               | WRC               | 12                | Ongeluk           | Ongeluk           |
| DNF               | 15                | Eddy Chevaillier         | Van Merksteijn Motorsport     | WRC               | 12                | Ongeluk           | Ongeluk           |
| DNF               | 21                | Martin Prokop            | Ford Fiesta RS WRC            | WRC               | 3                 | Brand             | Brand             |
| DNF               | 21                | Zdeněk Hrůza             | Czech Ford National Team      | C                 | 3                 | Brand             | Brand             |
| DNF               | 24                | Sepp Wiegand             | Škoda Fabia S2000             | 2                 | 14                | Schade na ongeluk | Schade na ongeluk |
| DNF               | 24                | Timo Gottschalk          | Volkswagen Motorsport         | 2                 | 14                | Schade na ongeluk | Schade na ongeluk |
| DNF               | 36                | Louise Cook              | Ford Fiesta R2                | 6                 | 1                 | Mechanisch        | Mechanisch        |
| DNF               | 36                | Stefan Davis             | Louise Cook                   | 6                 | 1                 | Mechanisch        | Mechanisch        |
| DNF               | 41                | Aleksej Kikireshko       | Mitsubishi Lancer Evo IX      | 3                 | 14                | Mechanisch        | Mechanisch        |
| DNF               | 41                | Sergei Larens            | Mentos Ascania Racing         | 3                 | 14                | Mechanisch        | Mechanisch        |
| DNF               | 44                | Ramona Karlsson          | Mitsubishi Lancer Evo X       | 3                 | 2                 | Brand             | Brand             |
| DNF               | 44                | Miriam Walfridsson       | Ramona Karlsson               | 3                 | 2                 | Brand             | Brand             |
| DNF               | 55                | Yazeed Al-Rajhi          | Ford Fiesta RRC               | 2                 | 15                | Mechanisch        | Mechanisch        |
| DNF               | 55                | Michael Orr              | Yazeed Racing                 | 2                 | 15                | Mechanisch        | Mechanisch        |

| PWRC top drie        | PWRC top drie       | PWRC top drie |
| Pos.                 | Rijder              | Pnt.          |
| -------------------- | ------------------- | ------------- |
| 1                    | Michał Kościuszko   | 25            |
| 2                    | Benito Guerra jr.   | 18            |
| 3                    | Marcos Ligato       | 15            |
| WRC Academy top drie |                     |               |
| Pos.                 | Rijder              | Pnt.          |
| 1                    | Elfyn Evans         | 25            |
| 2                    | José Antonio Suárez | 18            |
| 3                    | John MacCrone       | 15            |

## Statistieken

#### Klassementsproeven
| Etappe | Datum       | KP | Starttijd | Naam                          | Lengte   | Snelste rijder     | Tijd    | Gem. snelheid | Rallyleider    |
| ------ | ----------- | -- | --------- | ----------------------------- | -------- | ------------------ | ------- | ------------- | -------------- |
| 1      | 24 augustus | 1  | 10:48     | Mittelmosel 1                 | 24,90 km | Sébastien Loeb     | 14:42,9 | 101,53 km/u   | Sébastien Loeb |
| 1      | 24 augustus | 2  | 11:36     | Moselland 1                   | 22,79 km | Sébastien Loeb     | 14:19,7 | 95,43 km/u    | Sébastien Loeb |
| 1      | 24 augustus | 3  | 12:29     | Graftschaft 1                 | 21,23 km | Sébastien Loeb     | 12:19,5 | 103,35 km/u   | Sébastien Loeb |
| 1      | 24 augustus | 4  | 16:17     | Mittelmosel 2                 | 24,90 km | Jari-Matti Latvala | 14:31,7 | 102,83 km/u   | Sébastien Loeb |
| 1      | 24 augustus | 5  | 17:05     | Moselland 2                   | 22,79 km | Sébastien Loeb     | 14:09,9 | 96,53 km/u    | Sébastien Loeb |
| 1      | 24 augustus | 6  | 17:58     | Graftschaft 2                 | 21,23 km | Jari-Matti Latvala | 12:12,2 | 104,38 km/u   | Sébastien Loeb |
|        |             |    |           |                               |          |                    |         |               | Sébastien Loeb |
| 2      | 25 augustus | 7  | 7:58      | Stein und Wein 1              | 26,54 km | Sébastien Loeb     | 15:25,2 | 103,27 km/u   | Sébastien Loeb |
| 2      | 25 augustus | 8  | 8:39      | Peterberg 1                   | 9,37 km  | Daniel Sordo       | 5:51,3  | 96,02 km/u    | Sébastien Loeb |
| 2      | 25 augustus | 9  | 11:28     | Arena Panzerplatte 1          | 46,54 km | Sébastien Loeb     | 27:31,9 | 101,43 km/u   | Sébastien Loeb |
| 2      | 25 augustus | 10 | 14:48     | Stein und Wein 2              | 26,54 km | Ott Tänak          | 15:12,1 | 104,75 km/u   | Sébastien Loeb |
| 2      | 25 augustus | 11 | 15:51     | Peterberg 2                   | 9,37 km  | Ott Tänak          | 5:31,5  | 101,76 km/u   | Sébastien Loeb |
| 2      | 25 augustus | 12 | 17:47     | Arena Panzerplatte 2          | 46,54 km | Sébastien Loeb     | 26:54,0 | 103,80 km/u   | Sébastien Loeb |
|        |             |    |           |                               |          |                    |         |               | Sébastien Loeb |
| 3      | 26 augustus | 13 | 9:13      | Dhrontal 1                    | 30,76 km | Sébastien Loeb     | 19:45,6 | 93,44 km/u    | Sébastien Loeb |
| 3      | 26 augustus | 14 | 11:36     | Dhrontal 2                    | 30,76 km | Petter Solberg     | 19:40,3 | 93,84 km/u    | Sébastien Loeb |
| 3      | 26 augustus | 15 | 13:21     | SSS Circus Maximus Trier (PS) | 4,37 km  | Sébastien Loeb     | 3:24,4  | 77,11 km/u    | Sébastien Loeb |

| KP overwinningen   | KP overwinningen |
| Rijder             | Aantal           |
| ------------------ | ---------------- |
| Sébastien Loeb     | 9                |
| Jari-Matti Latvala | 2                |
| Ott Tänak          | 2                |
| Petter Solberg     | 1                |
| Daniel Sordo       | 1                |

#### Power Stage
- Extra punten werden verdeeld voor de drie beste tijden over de 4,37 kilometer lange Power Stage aan het einde van de rally.

| Pos. | Rijder            | Tijd   | Verschil | Gem. snelheid | Punten |
| ---- | ----------------- | ------ | -------- | ------------- | ------ |
| 1.   | Sébastien Loeb    | 3:24,4 | =        | 76,97 km/u    | 3      |
| 2.   | Mikko Hirvonen    | 3:26,5 | + 2,1    | 76,18 km/u    | 2      |
| 3.   | Andreas Mikkelsen | 3:31,7 | + 6,7    | 74,31 km/u    | 1      |

## Kampioenschap standen

#### Rijders
|   | Pos. | Rijder             | Pnt. |
| - | ---- | ------------------ | ---- |
| = | 1    | Sébastien Loeb     | 199  |
| = | 2    | Mikko Hirvonen     | 145  |
| = | 3    | Petter Solberg     | 104  |
| = | 4    | Mads Østberg       | 102  |
| = | 5    | Jari-Matti Latvala | 87   |

#### Constructeurs
|   | Pos. | Constructeur                  | Pnt. |
| - | ---- | ----------------------------- | ---- |
| = | 1    | Citroën Total WRT             | 320  |
| = | 2    | Ford World Rally Team         | 197  |
| = | 3    | M-Sport Ford World Rally Team | 115  |
| = | 4    | Qatar World Rally Team        | 59   |
| = | 5    | Citroën Junior WRT            | 54   |

- Noot: Enkel de top 5-posities worden in beide standen weergegeven.